# Раструб-Б

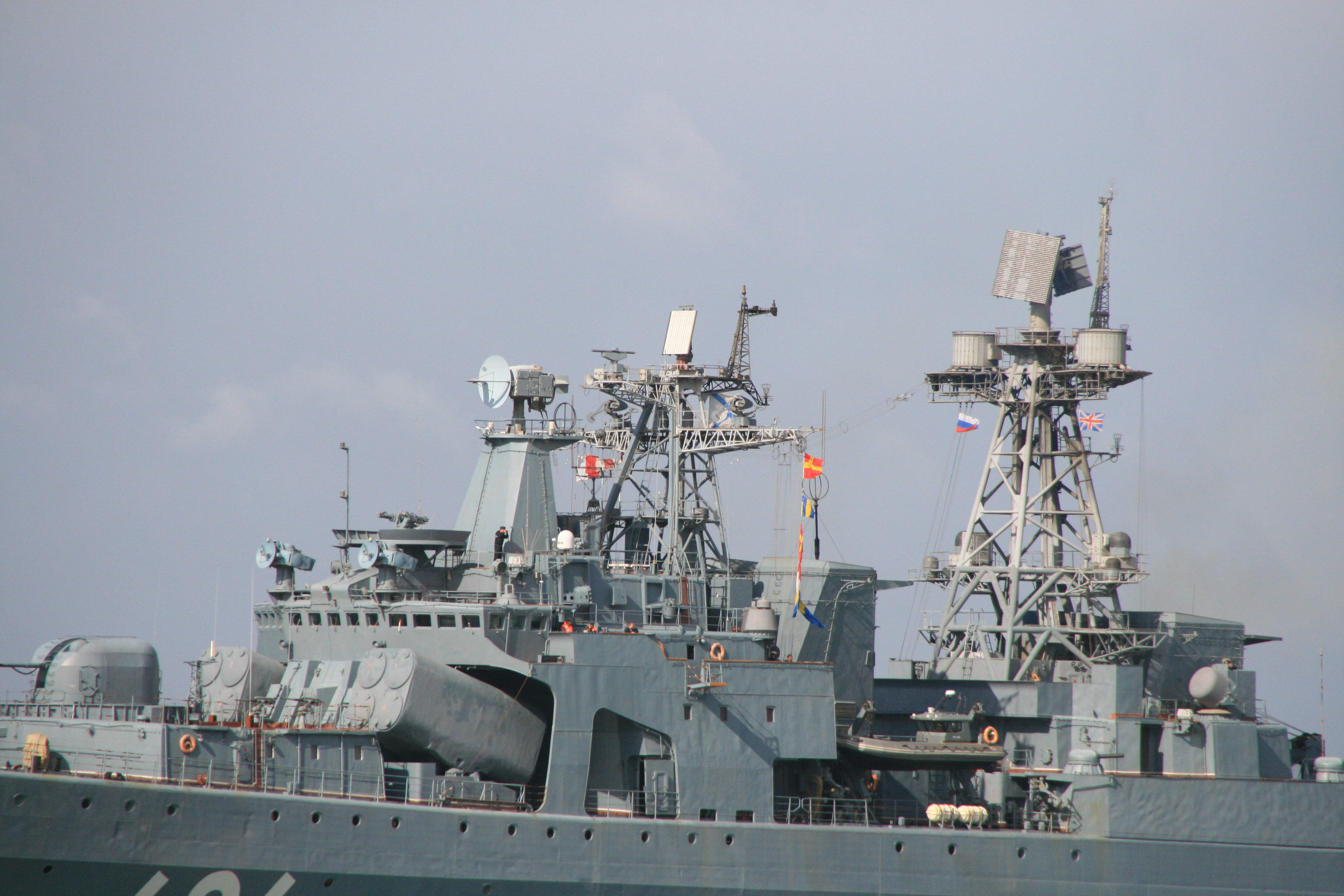
Хорошо видны установленные побортно под ходовым мостиком счетверённые ПУ Раструб-Б на БПК проекта 1155 «Вице-адмирал Кулаков»

УРК-5 «Раструб-Б» — советский корабельный противолодочный ракетный комплекс. Комплекс является модернизацией комплекса УРПК-3 «Метель». Используется для вооружения больших противолодочных кораблей проекта 1134-А, 1134-Б, 1155 и сторожевых кораблей проекта 1135 с целью уничтожения подводных лодок, а также боевых надводных кораблей и судов вероятного противника.

## Модификации
- УРК-5 «Раструб-А» — вариант УРК-5 «Раструб», размещаемый на СКР проекта 1135 «Буревестник» (на базе СУ «Гром-М»). Принят на вооружение ВМФ СССР в 1987 году

- УРК-5 «Раструб-Б» —  вариант УРК-5 для БПК проектов 1134-А, 1134-Б и 1155 (на базе СУ «Муссон»). Принят на вооружение ВМФ СССР в 1987 году.

## Описание
Ракета 85РУ способна поражать как надводные корабли так и подводные лодки. Для поражения надводных кораблей ракета имеет головку самонаведения и увеличенную боевую нагрузку. Поражение подводных лодок осуществляется самонаводящейся торпедой, которую ракета сбрасывает в заданном районе.
Ракета имеет два стартовых и один маршевый твердотопливный двигатель. Крылья и киль ракеты складывающиеся. Боевое снаряжение подвешивается к ракетной части и представляет собой гондолу, в которой размещается противокорабельный заряд взрывчатого вещества и противолодочная малогабаритная торпеда УМГТ-1 (разработчик — НИИ «Гидроприбор»). Скорость торпеды УМГТ-1 — 41 узел, дальность хода 8 км, глубина хода 500 м, радиус реагирования системы самонаведения 1,5 км. Выбор цели, предстартовая подготовка ракеты, старт с направляющих ПУ, телеуправление ракетой в полете и непрерывная коррекция её траектории в зависимости от текущего пеленга на цель производятся аппаратурой пусковой автоматики и корабельной системой управления. В режиме «ПЛ» в расчетной точке траектории ракеты КСУ подаёт команду на сброс торпеды. После приводнения на парашюте торпеда ищет ПЛ-цель, осуществляет самонаведение и уничтожает её зарядом ВВ.

## История
К 1960-м годам борьба с подводными лодками становится одной из основных задач флота. Вместо кораблей с противокорабельными комплексами началось проектирование и массовое строительство противолодочных кораблей. Они отличались наличием мощной гидроакустической станции, разведывательного вертолета ПЛО и новым типом вооружения — противолодочными ракетами. Первоначально противолодочные ракеты оснащались фугасным ядерным зарядом, способным вывести подводную лодку из строя без точного прицеливания. Однако политический порог применения ядерных вооружений оказался высок и понадобились обычные вооружения для оснащения противолодочных кораблей.

### «Метель»
В 1960 году ОКБ-52 получило задание на разработку противокорабельной крылатой ракеты дальностью до 50 км для оснащения надводных кораблей. В 1965 году головным разработчиком ракеты становится филиал ОКБ-155. В качестве нагрузки была выбрана уже существовавшая самонаводящаяся авиационная 533-мм торпеда АТ-2. Ракета была крылатой с твердотопливным двигателем. В район цели ракета выводилась радиокомандами с корабля. Для слежения за ракетой и выдачи команд использовался штатный зенитно-ракетный комплекс корабля.
Отработка комплекса проходила в 1969-71 годах, в 1972 году комплекс принят на вооружение под наименованием УРПК-3 для кораблей проекта 1134А и УРПК-4 — для проекта 1135. Ракета получила индекс 85Р. Позже комплекс был установлен на крейсер проекта 1144 «Киров» и БПК проекта 1155.

### «Раструб»
Флот получил большое количество кораблей с основным противолодочным вооружением, не пригодным для атаки надводных кораблей. Боевая часть авиационной торпеды была достаточна против подводных лодок, но не могла нанести существенный урон надводным кораблям. Потому почти сразу начались работы по усовершенствованию «Метели» с целью довести ее до уровня противокорабельных ракет. Для этого было необходимо оснастить ракету средствами самонаведения на последнем участке полета и увеличить массу заряда взрывчатого вещества. Кроме того, для преодоления корабельной ПВО необходимо было научить ракету подходить к кораблю на предельно низких высотах.
Постановление о начале работ вышло в 1974 году. Для размещения нового оборудования и взрывчатки заменили торпеду на более легкую 400-мм торпеду УМГТ-1.

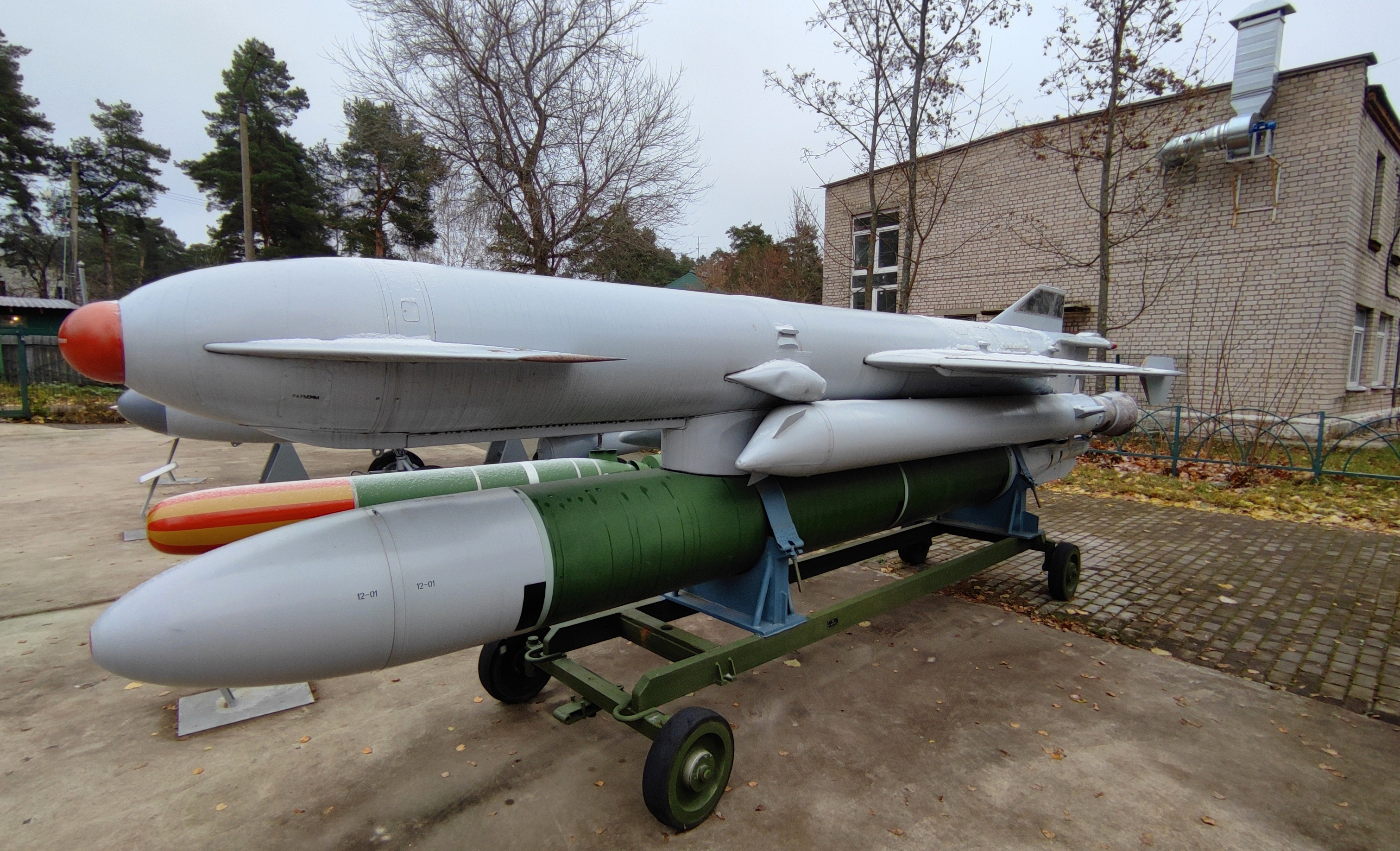
Ракета 85РУ в музее истории крылатых ракет в Дубне

Испытания «Раструба» проводили с 1978 по 1983 года. В 1984 году модернизированный комплекс принят на вооружение под индексом УРК-5. Модернизированная ракета получила индекс 85РУ. Высокая идентичность ракет комплексов «Метель» и «Раструб» позволила проводить модернизацию кораблей с комплексом «Метель».
К 1987 году аппаратура ракеты была модернизирована с целью возможности полностью автономного полета к цели на случай потери канала радиоуправления.
Однако практически одновременно с Раструбом появились гораздо менее требовательные к кораблю и пусковой установке комплексы противолодочного вооружения, например РПК-6 «Водопад», использующий в качестве пусковой установки штатные торпедные аппараты. Поэтому при модернизации кораблей ряда проектов пусковые установки противолодочных ракет стали заменять на другие системы вооружений.

### Модернизация
В сентябре 2013 года стало известно, что Главкомат ВМФ России принял решение модернизировать противолодочные ракеты нескольких ракетных комплексов. Решение было принято в связи с нехваткой современных образцов, а также продлением срока службы старых боевых кораблей на фоне модернизации системы управления ВМФ. Предполагается замена электроники ракет, отвечающей за целеуказание. Речь в первую очередь шла о 39 ракетах 85РУ ракетного комплекса «Раструб-Б». Работы по обновлению ракет будут вестись до конца августа 2014 года, на это выделяется 41,3 миллиона рублей.

## Основные тактико-технические характеристики
- Высота полета ракеты при стрельбе:
  - по ПЛ 400 м
  - по НК 15 м
- Дальность стрельбы:
  - максимальная 90 км
  - минимальная:
    - по ПЛ 5 км
    - по НК 10 км
- Глубина поражения ПЛ: 500 м
- Маршевая скорость: 290 м/с
- Время готовности к пуску после приема целеуказания: 15 с